# FM小田原
FM小田原株式会社（エフエムおだわら、英: FM Odawara Inc.）は、神奈川県小田原市の一部地域を放送対象地域として超短波放送（FM放送）を営む特定地上基幹放送事業者である。
FMおだわら（「小田原」が平仮名）の愛称でコミュニティ放送を行っている。

## 概要
2007年（平成19年）開局。代表取締役社長は元ミュージシャン、音楽プロデューサーで、地元の柑橘農家を支援する農業生産法人小田原柑橘倶楽部を運営する株式会社小田原柑橘倶楽部の代表取締役社長でもある鈴木伸幸。鈴木は日本コミュニティ放送協会代表理事も務める。
本社・演奏所（スタジオ）は小田原市荻窪の市役所庁舎内にある。開局当初は送信所も庁舎にあり、放送局（現・特定地上基幹放送局）の呼出符号はJOZZ3BM-FM、呼出名称はおだわらエフエム、周波数78.7MHz。開局当初の空中線電力は10Wで、放送区域は小田原市の一部地域であった。2010年（平成22年）に空中線電力を20Wに増力、2019年（平成31年）に小田原市曽我谷津に移転し周波数を87.9MHzに変更した。J:COM 西湘（旧・J:COM 小田原）でも再送信している。JCBAインターネットサイマルラジオによるインターネット配信も行っている。
放送区域は、小田原市および南足柄市、箱根町、開成町、大井町、松田町、二宮町の一部と、放送区域内人口は約30万人、放送区域内世帯数は約8万世帯と称している。小田原市、南足柄市とは災害時の緊急放送に関する協定を締結している。
他のコミュニティ放送局と比較し音楽放送が深夜から朝までの時間帯のみと少なく、地元ミュージシャンなどによる30〜60分番組を多く編成する。また、2022年（令和4年）10月に『みんなのサンデー防災』が時差ネットで放送を開始するまでは全て自主制作の番組で、『RADIO BOHEMIA』（同時ネット）と『渡辺俊美のINTER PLAY』をミュージックバードを通じた全国のコミュニティ放送局へ配信を行うのみであった。

## 沿革
- 2006年（平成18年）
  - 10月30日 - FM小田原株式会社設立[6]。
  - 12月18日 - 小田原市と「災害時緊急放送（FMラジオ）の協力に関する協定」締結[8]。
- 2007年（平成19年）
  - 1月15日 - 放送局の予備免許取得[5]。
  - 3月20日 - 放送局の免許取得[9][10]。
  - 3月25日 - 開局[10]、本放送開始。
- 2008年（平成20年）7月15日 - SimulRadioによるインターネット配信開始[6]。
- 2009年（平成21年）1月8日 - FM横浜および県内9コミュニティ放送局と「神奈川FMネットワーク」を設立[11]。
- 2010年（平成22年）2月15日 - 空中線電力を20Wに増力し、アンテナ方向を変更[12]。小田原市北部の栢山駅付近の桜井地区の受信状況が改善した。
- 2017年（平成29年）3月1日 - インターネット配信をJCBAインターネットサイマルラジオに変更[6]。
- 2019年（平成31年）3月1日 - 送信所を市内曽我谷津に移転し、周波数を87.9MHzに変更[13]。可聴地域が南足柄市、開成町、大井町の一部に広がる。南足柄市と「災害時緊急放送の協力に関する協定」締結[14]。

## タイムテーブル（2025年4月現在）
※ FM小田原の番組表を参照。
| 時 | 月曜日 | 火曜日 | 水曜日 | 木曜日 | 金曜日 | 土曜日 | 日曜日 |
| 5  | 5:00 Nonstop Music Zone 6:30頃 - ラジオ版 広報小田原 （毎月第2日曜日 - 金曜日、再放送・第3日曜日 - 曜日）                    | 5:00 Nonstop Music Zone 6:30頃 - ラジオ版 広報小田原 （毎月第2日曜日 - 金曜日、再放送・第3日曜日 - 曜日）                    | 5:00 Nonstop Music Zone 6:30頃 - ラジオ版 広報小田原 （毎月第2日曜日 - 金曜日、再放送・第3日曜日 - 曜日）                    | 5:00 Nonstop Music Zone 6:30頃 - ラジオ版 広報小田原 （毎月第2日曜日 - 金曜日、再放送・第3日曜日 - 曜日）                    | 5:00 Nonstop Music Zone 6:30頃 - ラジオ版 広報小田原 （毎月第2日曜日 - 金曜日、再放送・第3日曜日 - 曜日）                    | 5:00 Nonstop Music Zone 6:30頃 - ラジオ版 広報小田原 （毎月第2日曜日 - 金曜日、再放送・第3日曜日 - 曜日）                                       | 5:00 Nonstop Music Zone 6:30頃 - ラジオ版 広報小田原 （毎月第2日曜日 - 金曜日、再放送・第3日曜日 - 曜日）    |
| 6  | 5:00 Nonstop Music Zone 6:30頃 - ラジオ版 広報小田原 （毎月第2日曜日 - 金曜日、再放送・第3日曜日 - 曜日）                    | 5:00 Nonstop Music Zone 6:30頃 - ラジオ版 広報小田原 （毎月第2日曜日 - 金曜日、再放送・第3日曜日 - 曜日）                    | 5:00 Nonstop Music Zone 6:30頃 - ラジオ版 広報小田原 （毎月第2日曜日 - 金曜日、再放送・第3日曜日 - 曜日）                    | 5:00 Nonstop Music Zone 6:30頃 - ラジオ版 広報小田原 （毎月第2日曜日 - 金曜日、再放送・第3日曜日 - 曜日）                    | 5:00 Nonstop Music Zone 6:30頃 - ラジオ版 広報小田原 （毎月第2日曜日 - 金曜日、再放送・第3日曜日 - 曜日）                    | 5:00 Nonstop Music Zone 6:30頃 - ラジオ版 広報小田原 （毎月第2日曜日 - 金曜日、再放送・第3日曜日 - 曜日）                                       | 5:00 Nonstop Music Zone 6:30頃 - ラジオ版 広報小田原 （毎月第2日曜日 - 金曜日、再放送・第3日曜日 - 曜日）    |
| 7  | 7:00 〔生放送〕 MORNING GARDEN 牧いずみ                                                                                      | 7:00 〔生放送〕 MORNING GARDEN 牧いずみ                                                                                      | 7:00 〔生放送〕 MORNING GARDEN 牧いずみ                                                                                      | 7:00 〔生放送〕 MORNING GARDEN 牧いずみ                                                                                      | 7:00 〔生放送〕 MORNING GARDEN 牧いずみ                                                                                      | 7:00 小田高放送部 ツナガリズム（再） 小田原高校放送部                                                                                           | 7:00 フェーズフリーで サスティナブル 『みんなのサンデー防災』 （ミュージックバード制作）                     |
| 7  | 7:00 〔生放送〕 MORNING GARDEN 牧いずみ                                                                                      | 7:00 〔生放送〕 MORNING GARDEN 牧いずみ                                                                                      | 7:00 〔生放送〕 MORNING GARDEN 牧いずみ                                                                                      | 7:00 〔生放送〕 MORNING GARDEN 牧いずみ                                                                                      | 7:00 〔生放送〕 MORNING GARDEN 牧いずみ                                                                                      | 7:30 くらしの愉しみ 神戸さえ（月2更新） | 7:00 フェーズフリーで サスティナブル 『みんなのサンデー防災』 （ミュージックバード制作）                     |
| 8  | 7:00 〔生放送〕 MORNING GARDEN 牧いずみ                                                                                      | 7:00 〔生放送〕 MORNING GARDEN 牧いずみ                                                                                      | 7:00 〔生放送〕 MORNING GARDEN 牧いずみ                                                                                      | 7:00 〔生放送〕 MORNING GARDEN 牧いずみ                                                                                      | 7:00 〔生放送〕 MORNING GARDEN 牧いずみ                                                                                      | 8:00 〔生放送〕 marble satur day 久能万季 | 8:00 〔生放送〕 SUNDAY APRICOT GARDEN 宮崎いずみ                                                             |
| 9  | 7:00 〔生放送〕 MORNING GARDEN 牧いずみ                                                                                      | 7:00 〔生放送〕 MORNING GARDEN 牧いずみ                                                                                      | 7:00 〔生放送〕 MORNING GARDEN 牧いずみ                                                                                      | 7:00 〔生放送〕 MORNING GARDEN 牧いずみ                                                                                      | 7:00 〔生放送〕 MORNING GARDEN 牧いずみ                                                                                      | 8:00 〔生放送〕 marble satur day 久能万季 | 8:00 〔生放送〕 SUNDAY APRICOT GARDEN 宮崎いずみ                                                             |
| 10 | 7:00 〔生放送〕 MORNING GARDEN 牧いずみ                                                                                      | 7:00 〔生放送〕 MORNING GARDEN 牧いずみ                                                                                      | 7:00 〔生放送〕 MORNING GARDEN 牧いずみ                                                                                      | 7:00 〔生放送〕 MORNING GARDEN 牧いずみ                                                                                      | 7:00 〔生放送〕 MORNING GARDEN 牧いずみ                                                                                      | 8:00 〔生放送〕 marble satur day 久能万季 | 8:00 〔生放送〕 SUNDAY APRICOT GARDEN 宮崎いずみ                                                             |
| 11 | 11:00 〔生放送〕 LIVING GARDEN （ダイナシティウエストキャニオンステージより公開生放送） 月・水：瀬戸美夏、火・木・金：Yucaco | 11:00 〔生放送〕 LIVING GARDEN （ダイナシティウエストキャニオンステージより公開生放送） 月・水：瀬戸美夏、火・木・金：Yucaco | 11:00 〔生放送〕 LIVING GARDEN （ダイナシティウエストキャニオンステージより公開生放送） 月・水：瀬戸美夏、火・木・金：Yucaco | 11:00 〔生放送〕 LIVING GARDEN （ダイナシティウエストキャニオンステージより公開生放送） 月・水：瀬戸美夏、火・木・金：Yucaco | 11:00 〔生放送〕 LIVING GARDEN （ダイナシティウエストキャニオンステージより公開生放送） 月・水：瀬戸美夏、火・木・金：Yucaco | 11:00 妃城みれいの Grace♥Harmony （FM HOT 839制作）                                                                                             | 11:00 フルカワタツタ の“おいしい時間” 古川達高、なぎちゃん                                                   |
| 11 | 11:00 〔生放送〕 LIVING GARDEN （ダイナシティウエストキャニオンステージより公開生放送） 月・水：瀬戸美夏、火・木・金：Yucaco | 11:00 〔生放送〕 LIVING GARDEN （ダイナシティウエストキャニオンステージより公開生放送） 月・水：瀬戸美夏、火・木・金：Yucaco | 11:00 〔生放送〕 LIVING GARDEN （ダイナシティウエストキャニオンステージより公開生放送） 月・水：瀬戸美夏、火・木・金：Yucaco | 11:00 〔生放送〕 LIVING GARDEN （ダイナシティウエストキャニオンステージより公開生放送） 月・水：瀬戸美夏、火・木・金：Yucaco | 11:00 〔生放送〕 LIVING GARDEN （ダイナシティウエストキャニオンステージより公開生放送） 月・水：瀬戸美夏、火・木・金：Yucaco | 11:30 羽田徹の キキミミ図書館（再） | 11:00 フルカワタツタ の“おいしい時間” 古川達高、なぎちゃん                                                   |
| 12 | 11:00 〔生放送〕 LIVING GARDEN （ダイナシティウエストキャニオンステージより公開生放送） 月・水：瀬戸美夏、火・木・金：Yucaco | 11:00 〔生放送〕 LIVING GARDEN （ダイナシティウエストキャニオンステージより公開生放送） 月・水：瀬戸美夏、火・木・金：Yucaco | 11:00 〔生放送〕 LIVING GARDEN （ダイナシティウエストキャニオンステージより公開生放送） 月・水：瀬戸美夏、火・木・金：Yucaco | 11:00 〔生放送〕 LIVING GARDEN （ダイナシティウエストキャニオンステージより公開生放送） 月・水：瀬戸美夏、火・木・金：Yucaco | 11:00 〔生放送〕 LIVING GARDEN （ダイナシティウエストキャニオンステージより公開生放送） 月・水：瀬戸美夏、火・木・金：Yucaco | 12:00 〔生放送〕 Saturday Park （第1週） いろはなラジオ。 山田ヒサコ （第2週） kyao 今泉芹菜 （第3週） music&city （第4週） 劇団 チリアクターズ | 12:00 ポップンロール A to Z （再） ジャック雨野                                                              |
| 12 | 11:00 〔生放送〕 LIVING GARDEN （ダイナシティウエストキャニオンステージより公開生放送） 月・水：瀬戸美夏、火・木・金：Yucaco | 11:00 〔生放送〕 LIVING GARDEN （ダイナシティウエストキャニオンステージより公開生放送） 月・水：瀬戸美夏、火・木・金：Yucaco | 11:00 〔生放送〕 LIVING GARDEN （ダイナシティウエストキャニオンステージより公開生放送） 月・水：瀬戸美夏、火・木・金：Yucaco | 11:00 〔生放送〕 LIVING GARDEN （ダイナシティウエストキャニオンステージより公開生放送） 月・水：瀬戸美夏、火・木・金：Yucaco | 11:00 〔生放送〕 LIVING GARDEN （ダイナシティウエストキャニオンステージより公開生放送） 月・水：瀬戸美夏、火・木・金：Yucaco | 12:00 〔生放送〕 Saturday Park （第1週） いろはなラジオ。 山田ヒサコ （第2週） kyao 今泉芹菜 （第3週） music&city （第4週） 劇団 チリアクターズ | 12:30 溝口肇の necoラウンジ 溝口肇                                                                           |
| 13 | 11:00 〔生放送〕 LIVING GARDEN （ダイナシティウエストキャニオンステージより公開生放送） 月・水：瀬戸美夏、火・木・金：Yucaco | 11:00 〔生放送〕 LIVING GARDEN （ダイナシティウエストキャニオンステージより公開生放送） 月・水：瀬戸美夏、火・木・金：Yucaco | 11:00 〔生放送〕 LIVING GARDEN （ダイナシティウエストキャニオンステージより公開生放送） 月・水：瀬戸美夏、火・木・金：Yucaco | 11:00 〔生放送〕 LIVING GARDEN （ダイナシティウエストキャニオンステージより公開生放送） 月・水：瀬戸美夏、火・木・金：Yucaco | 11:00 〔生放送〕 LIVING GARDEN （ダイナシティウエストキャニオンステージより公開生放送） 月・水：瀬戸美夏、火・木・金：Yucaco | 12:00 〔生放送〕 Saturday Park （第1週） いろはなラジオ。 山田ヒサコ （第2週） kyao 今泉芹菜 （第3週） music&city （第4週） 劇団 チリアクターズ | 13:00 南ぬ花三線クラブ（再） 吉田和恵                                                                        |
| 13 | 11:00 〔生放送〕 LIVING GARDEN （ダイナシティウエストキャニオンステージより公開生放送） 月・水：瀬戸美夏、火・木・金：Yucaco | 11:00 〔生放送〕 LIVING GARDEN （ダイナシティウエストキャニオンステージより公開生放送） 月・水：瀬戸美夏、火・木・金：Yucaco | 11:00 〔生放送〕 LIVING GARDEN （ダイナシティウエストキャニオンステージより公開生放送） 月・水：瀬戸美夏、火・木・金：Yucaco | 11:00 〔生放送〕 LIVING GARDEN （ダイナシティウエストキャニオンステージより公開生放送） 月・水：瀬戸美夏、火・木・金：Yucaco | 11:00 〔生放送〕 LIVING GARDEN （ダイナシティウエストキャニオンステージより公開生放送） 月・水：瀬戸美夏、火・木・金：Yucaco | 12:00 〔生放送〕 Saturday Park （第1週） いろはなラジオ。 山田ヒサコ （第2週） kyao 今泉芹菜 （第3週） music&city （第4週） 劇団 チリアクターズ | 13:30 Think MIRAI -おだわら SDGs ユース・レイディオ-（再） （隔週交互更新） ももか、せな                     |
| 14 | 14:00 平成 小田原昇竜亭 （再） ほしのなると 三太夫 喜楽屋酔笑                                                                | 14:00 Ryujiの アート&ビューティー こぼれ話 RYUJI                                                                             | 14:00 クラシック CLASSICAL MUSIC HOUR（再） 合唱への招待／ クラシック指定席 （隔週交互）                                     | 14:00 フルカワタツタカの “おいしい時間” （再）                                                                               | 14:00 クラシック サロン（再） ミュージック リエゾン／ きままに音楽館 （隔週交互）                                            | 12:00 〔生放送〕 Saturday Park （第1週） いろはなラジオ。 山田ヒサコ （第2週） kyao 今泉芹菜 （第3週） music&city （第4週） 劇団 チリアクターズ | 14:00 JAZZ ROOM（再） マイク松田                                                                             |
| 14 | 14:00 平成 小田原昇竜亭 （再） ほしのなると 三太夫 喜楽屋酔笑                                                                | 14:30 溝口肇のneco ラウンジ（再）                                                                                            | 14:00 クラシック CLASSICAL MUSIC HOUR（再） 合唱への招待／ クラシック指定席 （隔週交互）                                     | 14:00 フルカワタツタカの “おいしい時間” （再）                                                                               | 14:00 クラシック サロン（再） ミュージック リエゾン／ きままに音楽館 （隔週交互）                                            | 12:00 〔生放送〕 Saturday Park （第1週） いろはなラジオ。 山田ヒサコ （第2週） kyao 今泉芹菜 （第3週） music&city （第4週） 劇団 チリアクターズ | 14:00 JAZZ ROOM（再） マイク松田                                                                             |
| 15 | 15:00 〔生放送〕GOOD DAY! ODAWARA 月・水・金：石崎雅美、火・木：品川美咲子                                                   | 15:00 〔生放送〕GOOD DAY! ODAWARA 月・水・金：石崎雅美、火・木：品川美咲子                                                   | 15:00 〔生放送〕GOOD DAY! ODAWARA 月・水・金：石崎雅美、火・木：品川美咲子                                                   | 15:00 〔生放送〕GOOD DAY! ODAWARA 月・水・金：石崎雅美、火・木：品川美咲子                                                   | 15:00 〔生放送〕GOOD DAY! ODAWARA 月・水・金：石崎雅美、火・木：品川美咲子                                                   | 15:00 クラシックサロン ミュージック・リエゾン ／きままに音楽館 （隔週交互）                                                                     | 15:00 MGC（まじか）る たいむず（再） まちだガールズ・クワイア                                                |
| 15 | 15:00 〔生放送〕GOOD DAY! ODAWARA 月・水・金：石崎雅美、火・木：品川美咲子                                                   | 15:00 〔生放送〕GOOD DAY! ODAWARA 月・水・金：石崎雅美、火・木：品川美咲子                                                   | 15:00 〔生放送〕GOOD DAY! ODAWARA 月・水・金：石崎雅美、火・木：品川美咲子                                                   | 15:00 〔生放送〕GOOD DAY! ODAWARA 月・水・金：石崎雅美、火・木：品川美咲子                                                   | 15:00 〔生放送〕GOOD DAY! ODAWARA 月・水・金：石崎雅美、火・木：品川美咲子                                                   | 15:00 クラシックサロン ミュージック・リエゾン ／きままに音楽館 （隔週交互）                                                                     | 15:30 宮小路放送室（再） 「スナック無駄」 リョウ 「カフェ酒場 mainu マイ                                     |
| 16 | 15:00 〔生放送〕GOOD DAY! ODAWARA 月・水・金：石崎雅美、火・木：品川美咲子                                                   | 15:00 〔生放送〕GOOD DAY! ODAWARA 月・水・金：石崎雅美、火・木：品川美咲子                                                   | 15:00 〔生放送〕GOOD DAY! ODAWARA 月・水・金：石崎雅美、火・木：品川美咲子                                                   | 15:00 〔生放送〕GOOD DAY! ODAWARA 月・水・金：石崎雅美、火・木：品川美咲子                                                   | 15:00 〔生放送〕GOOD DAY! ODAWARA 月・水・金：石崎雅美、火・木：品川美咲子                                                   | 16:00 GLOBAL MUSIC VILLAGE DJ PAPA-Q | 16:00 CLASSICAL MUSIC HOUR 合唱への招待 ／クラシック指定席 （隔週交互）                                      |
| 17 | 15:00 〔生放送〕GOOD DAY! ODAWARA 月・水・金：石崎雅美、火・木：品川美咲子                                                   | 15:00 〔生放送〕GOOD DAY! ODAWARA 月・水・金：石崎雅美、火・木：品川美咲子                                                   | 15:00 〔生放送〕GOOD DAY! ODAWARA 月・水・金：石崎雅美、火・木：品川美咲子                                                   | 15:00 〔生放送〕GOOD DAY! ODAWARA 月・水・金：石崎雅美、火・木：品川美咲子                                                   | 15:00 〔生放送〕GOOD DAY! ODAWARA 月・水・金：石崎雅美、火・木：品川美咲子                                                   | 17:00 南ぬ花三線クラブ 吉田和恵 | 17:00 Chiffon Jazz Suite（再） Ryu Miho                                                                      |
|    | 15:00 〔生放送〕GOOD DAY! ODAWARA 月・水・金：石崎雅美、火・木：品川美咲子                                                   | 15:00 〔生放送〕GOOD DAY! ODAWARA 月・水・金：石崎雅美、火・木：品川美咲子                                                   | 15:00 〔生放送〕GOOD DAY! ODAWARA 月・水・金：石崎雅美、火・木：品川美咲子                                                   | 15:00 〔生放送〕GOOD DAY! ODAWARA 月・水・金：石崎雅美、火・木：品川美咲子                                                   | 15:00 〔生放送〕GOOD DAY! ODAWARA 月・水・金：石崎雅美、火・木：品川美咲子                                                   | 17:30 ポップンロール A to Z ジャック雨野 | 17:30 パステルアカデミー／ フロシキ×シャベル （第1、2週） パステル アカデミー （第3、4週） フロシキ×シャベル |
| 18 | 15:00 〔生放送〕GOOD DAY! ODAWARA 月・水・金：石崎雅美、火・木：品川美咲子                                                   | 15:00 〔生放送〕GOOD DAY! ODAWARA 月・水・金：石崎雅美、火・木：品川美咲子                                                   | 15:00 〔生放送〕GOOD DAY! ODAWARA 月・水・金：石崎雅美、火・木：品川美咲子                                                   | 15:00 〔生放送〕GOOD DAY! ODAWARA 月・水・金：石崎雅美、火・木：品川美咲子                                                   | 15:00 〔生放送〕GOOD DAY! ODAWARA 月・水・金：石崎雅美、火・木：品川美咲子                                                   | 18:00 THE PARTYS がやって来る イェー!イェー!イェー! （再） THE PARTYS                                                                           | 18:00 キキミミ図書館 羽田徹 宮本ゆみ子                                                                       |
| 18 | 15:00 〔生放送〕GOOD DAY! ODAWARA 月・水・金：石崎雅美、火・木：品川美咲子                                                   | 15:00 〔生放送〕GOOD DAY! ODAWARA 月・水・金：石崎雅美、火・木：品川美咲子                                                   | 15:00 〔生放送〕GOOD DAY! ODAWARA 月・水・金：石崎雅美、火・木：品川美咲子                                                   | 15:00 〔生放送〕GOOD DAY! ODAWARA 月・水・金：石崎雅美、火・木：品川美咲子                                                   | 15:00 〔生放送〕GOOD DAY! ODAWARA 月・水・金：石崎雅美、火・木：品川美咲子                                                   | 18:00 THE PARTYS がやって来る イェー!イェー!イェー! （再） THE PARTYS                                                                           | 18:30 ちゃんまりとめい のMellowing Coke （再） ちゃんまり、めい                                              |
| 18 | | | | 18:45頃 〔生放送〕 BIG FISH 村上繁郎・まーしゃ                                                                               | | 18:00 THE PARTYS がやって来る イェー!イェー!イェー! （再） THE PARTYS                                                                           | |
| 19 | 19:00 40kidsの 歌はともだち 40kids                                                                                           | 19:00 JAZZ ROOM マイク松田                                                                                                   | 19:00 平成 小田原昇竜亭 ほしのなると 三太夫 喜楽屋酔                                                                         | 19:00 〔生放送〕 渡辺俊美の INTER PLAY （ミュージック バードで全国ネット）                                                   | 19:30 週間湘南ベルロック 湘南ベルロック                                                                                      | 19:00 アート&ビューティー こぼれ話(再) RYUJI 19:30 くらしの愉しみ(再) 神戸さえ (月2更新)                                                        | 19:00 今野陽太の ホーホーチルドレン 〜未来の設計図〜 今野陽太 （隔週更新）                                   |
| 20 | 20:00 MUSIC INSIDE OUT 巻上公一 （ヒカシュー）                                                                               | 20:00 Radio Freedom FM THC sound Lab.                                                                                        | 20:00 40kidsの 歌はともだち （再） 40kids                                                                                    | 20:00 THE PARTYSが がやって来る イェー!イェー! イェー! THE PARTYS                                                            | 20:00 〔生放送〕 Raychellの エンタメLOVERS♡ Raychell                                                                         | 20:00 YuLyrics Radio YURI | 20:00 GLOBAL MUSIC VILLAGE（再） DJ PAPA-Q                                                                   |
| 20 | 20:00 MUSIC INSIDE OUT 巻上公一 （ヒカシュー）                                                                               | 20:00 Radio Freedom FM THC sound Lab.                                                                                        | 20:00 40kidsの 歌はともだち （再） 40kids                                                                                    | 20:00 THE PARTYSが がやって来る イェー!イェー! イェー! THE PARTYS                                                            | 20:00 〔生放送〕 Raychellの エンタメLOVERS♡ Raychell                                                                         | 20:30 Natural Born Screamer!! フリークワタナベ                                                                                                  | 20:00 GLOBAL MUSIC VILLAGE（再） DJ PAPA-Q                                                                   |
| 21 | 21:00 オカモト "MOBY" タクヤの 「ベース ボールは 歌う」 オカモト "MOBY" タクヤ （SCOOBIE DO） 他（隔週更新）                 | 21:00 亀ラジ（再） 亀井栄 | 21:00 RADIO R’lyeh （再） D侯爵                                                                                              | 21:00 まいのアイドル メモリーズ いまのまい                                                                                   | 21:00 亀ラジ -亀井栄の亀ラジオ- 亀井栄                                                                                       | 21:00 渡辺俊美の INTER PLAY（再） 渡辺俊美 クサカベイベー                                                                                       | 21:00 RADIO R’lyeh D 侯爵                                                                                    |
| 21 | 21:00 オカモト "MOBY" タクヤの 「ベース ボールは 歌う」 オカモト "MOBY" タクヤ （SCOOBIE DO） 他（隔週更新）                 | 21:00 亀ラジ（再） 亀井栄 | 21:30 もとラジ!(再) もとちる                                                                                                 | 21:00 まいのアイドル メモリーズ いまのまい                                                                                   | 21:00 亀ラジ -亀井栄の亀ラジオ- 亀井栄                                                                                       | 21:00 渡辺俊美の INTER PLAY（再） 渡辺俊美 クサカベイベー                                                                                       | 21:30 もとラジ! もとちる                                                                                     |
| 22 | 22:00 まいのアイドル メモリーズ（再） いまのまい                                                                             | 22:00 竹本孝之 Song for Tomorrow （調布FM制作）                                                                              | 22:00 小田高放送部 ツナガリズム 小田原高校放送部 湘南マジックウェイブ でも放送                                               | 22:00 のすけば のすけ、あんでぃ、ましゃ                                                                                      | 22:00 Think MIRAI -おだわら SDGs ユース・レイディオ- （隔週交互更新） ももか せな                                            | 22:00 MUSIC INSIDE OUT （再） 巻上公一 （ヒカシュー）                                                                                           | 22:00 RADIO BOHEMIA（再） ロバート・ハリス/ 弓月ひろみ/ SENOKEN                                              |
| 22 | 22:00 まいのアイドル メモリーズ（再） いまのまい                                                                             | 22:30 MGC（まじか） るたいむず まちだ ガールズ・クワイア                                                                     | 22:30 Chiffon Jazz Suite Ryu Miho                                                                                            | 22:30 宮小路放送室 「スナック無駄」 リョウ、 「カフェ酒場 mainu」 マイ                                                       | 22:30 ちゃんまり とめいの Mellowing Coke ちゃんまり めい                                                                     | 22:00 MUSIC INSIDE OUT （再） 巻上公一 （ヒカシュー）                                                                                           | 22:00 RADIO BOHEMIA（再） ロバート・ハリス/ 弓月ひろみ/ SENOKEN                                              |
| 23 | 23:00 Radio Freedom FM （再） THC sound Lab.                                                                                 | 23:00 Natural Born Screamer!!(再) フリークワタナベ                                                                           | 23:00 コドモドラゴン ハヤトの納豆飯なら 3杯いける!!（仮） ハヤト （コドモドラゴン） （隔週更新）                             | 23:00 アオバシアワー（再） AOBASHI                                                                                           | 23:00 NEW LIGHT REGGAE VIBES（再） New Light Crew                                                                            | 23:00 RADIO BOHEMIA ロバート・ハリス 弓月ひろみ SENOKEN ※MUSIC BIRD for COMMUNITY で全国ネット                                                  | 23:00 ラジカセアワー ラジオ 歌謡選抜 長井英治 鈴木啓之 （隔週更新）                                          |
| 23 | 23:00 Radio Freedom FM （再） THC sound Lab.                                                                                 | 23:30 SENOKENの深い夜(再) SENOKEN                                                                                            | 23:30 YuLyrics Radio（再） YURI                                                                                              | 23:00 アオバシアワー（再） AOBASHI                                                                                           | 23:00 NEW LIGHT REGGAE VIBES（再） New Light Crew                                                                            | 23:00 RADIO BOHEMIA ロバート・ハリス 弓月ひろみ SENOKEN ※MUSIC BIRD for COMMUNITY で全国ネット                                                  | 23:00 ラジカセアワー ラジオ 歌謡選抜 長井英治 鈴木啓之 （隔週更新）                                          |
| 24 | 24:00 Odawara Midnight Groovin’ RYU、KOSUGI、Tsucchi Raida、DJ NAGA                                                          | 24:00 Odawara Midnight Groovin’ RYU、KOSUGI、Tsucchi Raida、DJ NAGA                                                          | 24:00 Odawara Midnight Groovin’ RYU、KOSUGI、Tsucchi Raida、DJ NAGA                                                          | 24:00 Odawara Midnight Groovin’ RYU、KOSUGI、Tsucchi Raida、DJ NAGA                                                          | 24:00 SENOKENの深い夜 SENOKEN                                                                                                | 24:00 アオバシアワー AOBASHI | 24:00 （第1週・第2週） ファムラジオ （第3週・第4週） 午前0時の歌謡祭                                         |
| 24 | 24:00 Odawara Midnight Groovin’ RYU、KOSUGI、Tsucchi Raida、DJ NAGA                                                          | 24:00 Odawara Midnight Groovin’ RYU、KOSUGI、Tsucchi Raida、DJ NAGA                                                          | 24:00 Odawara Midnight Groovin’ RYU、KOSUGI、Tsucchi Raida、DJ NAGA                                                          | 24:00 Odawara Midnight Groovin’ RYU、KOSUGI、Tsucchi Raida、DJ NAGA                                                          | 24:30 竹本孝之 Song for Tomorrow（再） （調布FM制作）                                                                        | 24:00 アオバシアワー AOBASHI | 24:00 （第1週・第2週） ファムラジオ （第3週・第4週） 午前0時の歌謡祭                                         |
| 25 | 25:00 Nonstop Music Zone | 25:00 Nonstop Music Zone | 25:00 Nonstop Music Zone | 25:00 Nonstop Music Zone | 25:00 Nonstop Music Zone | 25:00 象の小規模 なラジオ 成川勇也 やなはる ジンボユウキ（elephant）                                                                            | 25:00 NEW LIGHT REGGAE VIBES New Light Crew                                                                  |
| 26 | 26:00 Nonstop Music Zone | 26:00 Nonstop Music Zone | 26:00 Nonstop Music Zone | 26:00 Nonstop Music Zone | 26:00 Nonstop Music Zone | 26:00 Nonstop Music Zone | 26:00 Nonstop Music Zone                                                                                     |
| 27 | 26:00 Nonstop Music Zone | 26:00 Nonstop Music Zone | 26:00 Nonstop Music Zone | 26:00 Nonstop Music Zone | 26:00 Nonstop Music Zone | 26:00 Nonstop Music Zone | 26:00 Nonstop Music Zone                                                                                     |
| 28 | 26:00 Nonstop Music Zone | 26:00 Nonstop Music Zone | 26:00 Nonstop Music Zone | 26:00 Nonstop Music Zone | 26:00 Nonstop Music Zone | 26:00 Nonstop Music Zone | 26:00 Nonstop Music Zone                                                                                     |